# Folhada
Folhada, também chamada São João da Folhada, é uma povoação portuguesa do Município de Marco de Canaveses, numa encosta da Serra da Aboboreira, que foi sede da extinta Freguesia de Folhada, freguesia que tinha 8,86 km² de área e 602 habitantes (2011), e, por isso, uma densidade populacional de 67,9 h/km².
A Freguesia de Folhada foi extinta (agregada) pela reorganização administrativa de 2013, sendo o seu território agregado ao das freguesias de Várzea e Aliviada para criar a  Freguesia de Várzea, Aliviada e Folhada.

## População
| População da freguesia de Folhada | População da freguesia de Folhada | População da freguesia de Folhada | População da freguesia de Folhada | População da freguesia de Folhada | População da freguesia de Folhada | População da freguesia de Folhada | População da freguesia de Folhada | População da freguesia de Folhada | População da freguesia de Folhada | População da freguesia de Folhada | População da freguesia de Folhada | População da freguesia de Folhada | População da freguesia de Folhada | População da freguesia de Folhada |
| --------------------------------- | --------------------------------- | --------------------------------- | --------------------------------- | --------------------------------- | --------------------------------- | --------------------------------- | --------------------------------- | --------------------------------- | --------------------------------- | --------------------------------- | --------------------------------- | --------------------------------- | --------------------------------- | --------------------------------- |
| 1864                              | 1878                              | 1890                              | 1900                              | 1911                              | 1920                              | 1930                              | 1940                              | 1950                              | 1960                              | 1970                              | 1981                              | 1991                              | 2001                              | 2011                              |
| 818                               | 866                               | 812                               | 820                               | 885                               | 853                               | 914                               | 991                               | 1 011                             | 970                               | 719                               | 828                               | 731                               | 736                               | 602                               |

| Distribuição da População por Grupos Etários | Distribuição da População por Grupos Etários | Distribuição da População por Grupos Etários | Distribuição da População por Grupos Etários | Distribuição da População por Grupos Etários | Distribuição da População por Grupos Etários | Distribuição da População por Grupos Etários | Distribuição da População por Grupos Etários | Distribuição da População por Grupos Etários | Distribuição da População por Grupos Etários |
| -------------------------------------------- | -------------------------------------------- | -------------------------------------------- | -------------------------------------------- | -------------------------------------------- | -------------------------------------------- | -------------------------------------------- | -------------------------------------------- | -------------------------------------------- | -------------------------------------------- |
| Ano                                          | 0-14 Anos                                    | 15-24 Anos                                   | 25-64 Anos                                   | > 65 Anos                                    |                                              | 0-14 Anos                                    | 15-24 Anos                                   | 25-64 Anos                                   | > 65 Anos                                    |
| 2001                                         | 187                                          | 89                                           | 365                                          | 95                                           |                                              | 25,4%                                        | 12,1%                                        | 49,6%                                        | 12,9%                                        |
| 2011                                         | 90                                           | 90                                           | 308                                          | 114                                          |                                              | 15,0%                                        | 15,0%                                        | 51,2%                                        | 18,9%                                        |

## Património
- Ponte do Arco, ponte românica
- Capela da Senhora da Aparecida, capela evocativa de uma aparição de Nossa Senhora
- Capela de Santa Luzia (Folhada), capela particular, hoje desactivada
- Cruzeiro do Barral, local, onde segundo a lenda, decorreu o Milagre de São Gonçalo
- Alminhas da Folhada, túmulo representando a morte de Cristo